# 隼見果奈
隼見 果奈（はやみ かな、1985年8月9日 - ）は、日本の小説家。

## 経歴・人物
宮城県生まれ。中学卒業まで遠田郡涌谷町で過ごす。宮城県古川女子高等学校を卒業する。大学在学中から小説の執筆を開始する。2008年、大病を患うも、日常生活に支障がない程度に回復する。2012年、「うつぶし」で第28回太宰治賞を受賞する。
大病を患ったことで、「人はいつ死ぬかわからない。生きていられるのなら、小説を書こう。書きたい純文学を書こう」と決心した。好きな作家として、笙野頼子、金井美恵子、北野勇作、田村隆一、J・G・バラードなどを挙げている。趣味は、絵画制作と料理。

## 作品リスト
- 『うつぶし』（2012年12月 筑摩書房）